# Тон йот
Тон йот (тай. ทองหยอด), також відомий як «золоті краплі з жовтків» — стародавній тайський десерт, входить жо дев'яти традиційних сприятливих тайських десертів. Тон йот походить з району Авейру, Португалія. Тон йот адаптований з португальського десерту овос молесм де авейру Марією Гуйомар де Пінья, яку призначили кухарем у палаці короля Нарая Аютхая. Виготовляється з яєчних жовтків, борошна та цукру.

## Приготування
Тон Йот — один із дев'яти сприятливих традиційних тайських десертів, які готуються в особливих випадках, таких як весільні церемонії. Ці дев'ять сприятливих традиційних тайських десертів входять до кулінарних скарбів Таїланду. Тонг Йот належить до того ж типу десертів, що й тон їп, тон Ек та фой тон. Тон йот символізує благословення на багатство від однієї людини до іншої. Сам по собі символізує золото, яке дарується іншому.